# Arteria pancreaticoduodenalis inferior
Die Arteria pancreaticoduodenalis inferior („untere Bauchspeicheldrüsen-Zwölffingerdarm-Arterie“) – bei Tieren als Arteria pancreaticoduodenalis caudalis („hintere Bauchspeicheldrüsen-Zwölffingerdarm-Arterie“) bezeichnet – ist eine Schlagader der Bauchhöhle.
Die A. pancreaticoduodenalis inferior entspringt der oberen Eingeweidearterie (Arteria mesenterica superior) in Höhe des unteren Dünndarmabschnitts und zieht zum Kopf der Bauchspeicheldrüse und dem Zwölffingerdarm. Dort anastomosiert sie mit der Arteria pancreaticoduodenalis superior. Sie versorgt den Kopf der Bauchspeicheldrüse und den absteigenden Schenkel des Zwölffingerdarms.